# John Kinsela
Pour les articles homonymes, voir Kinsela.
John Francis Kinsela (né le 27 mai 1950 et mort le 9 novembre 2020) est un lutteur olympique australien. Il participe aux Jeux olympiques de 1968 à Mexico et à ceux de 1972 à Munich,.

## Biographie
Né à Surry Hills, un quartier de Sydney, il grandit à Redfern avec son père du groupe Wiradjuri et sa mère du groupe Jawoyn (en). Il quitte l'école à l'âge de 14 ans pour travailler dans une usine de bas.
Entre les Jeux olympiques de 1968 et ceux de 1972, Kinsela est conscrit dans l'armée australienne dans l'Artillerie Royale australienne. Envoyé en 1970 au Viêt Nam alors en pleine guerre, il sert dans la base de Nui Dat (en). Après sa retraite de la compétition de lutte, il retourne à l'armée et remporte le prix du Commando de l'année en 1981.
Kinsela finit par souffrir de dépression et de stress post-traumatique en 2001. Après un rétablissement fructueux, il retourne dans la vie communautaire en travaillant dans l'organisme de lutte de la Nouvelle-Galles du Sud (Wrestling NSW) et œuvre aussi dans un programme pour les délinquants autochtones dans les banlieues de Mount Druitt (en), au sud de Sydney.